# Avex fav
avex fav（エイベックス・ファブ）は、エイベックス・クリエイター・エージェンシーが運営する日本のマルチチャンネルネットワーク（MCN）。2021年3月に設立。
「世の中に、より楽しく（fun）、“あっ”と驚くような（amazing）、価値あるエンタテインメント（valuable）を届け続け、お気に入り（favorite）が見つかるワクワクする場所を創る」という理念を掲げており、「fun」「amazing」「valuable」の頭文字と、「favorite」に因んで名付けられた。

## 所属クリエイター
公式ウェブサイトを参照（2025年1月現在）。
- 午前0時のプリンセス[4]
  - momohaha
  - 聖秋流
  - 大内アイミ
  - JESSICA
- あやとオーズ
- たいりんカップル
- miey bodymake
- CHISAKI
- COCONA
- 篠原エレナ
- konon
- キムイオハウス
- あやか
- こもも
- アミン
- ときちゃん
- ゆみみンゴTV
- しぬこ
- 白桃ちゃん
- 足太ぺんた
- 父ノ背中
- おりおりんTV
- Muscle Watching
- 福山絢水
- 詐欺メイクすうれろ[5]
- おうちごっこ

## 元所属クリエイター
- アイドルのいる生活[6]
- ろこまこあこチャンネル
- うーちゃんねる